# Androids versionshistorik

Androids maskot.

Androids versionshistorik startades med utgivningen av Android 1.0 23 september 2008.

## Beta
Släpptes i november 2007.

## 1.0

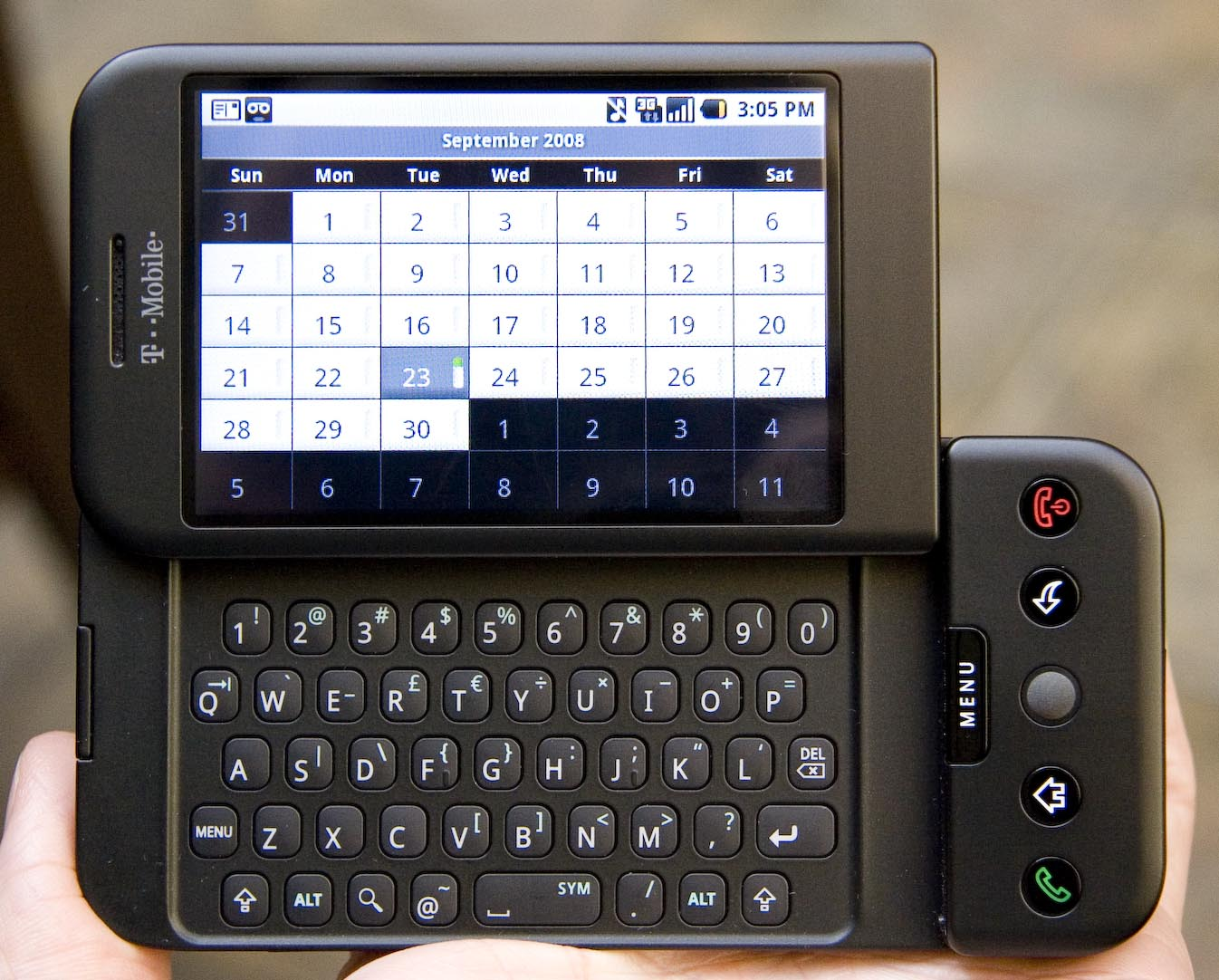
HTC Dream (G1) introducerade Android 1.0

Släpptes den 23 september 2008. Den första Androidenheten,  HTC Dream (G1), hade följande egenskaper:
Android 1.0 egenskaper:
- Android Market, applikationsbutik med möjligheten att ladda ner och uppdatera applikationer
- Webbläsare
- Kameramjukvara, dock utan möjlighet att ändra inställningar som upplösning och kvalitet.[4]
- Möjlighet att organisera applikationer i mappar.
- Email-mjukvara
- Gmail-synkning
- Synkning av Google-kontakter
- Synkning av Google-kalendern
- Google Maps
- Google Sök, både på webben och internt i telefonen
- Google Talk
- Mjukvara för sms och mms
- Mediespelare
- Notifikationer
- Stöd för bakgrundsbilder
- YouTube-spelare
- Väckarklocka
- Miniräknare
- Telefon-mjukvara
- Hemskärm
- Galleri
- Inställningar
- Wi-Fi och Bluetooth

## 1.1
Släpptes 9 februari 2009.

## 1.5 Cupcake
Släpptes 30 april 2009.
UI uppgradering för

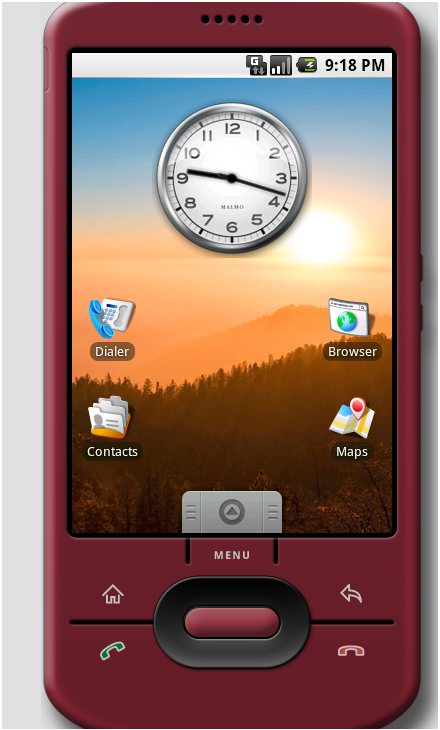
Android Emulator hemskärm i Android 1.5

- - Användarupplevelse vid telefonsamtal
  - Kontakter, samtalslogg och favoriter
  - Sms och mms
  - Webbläsare
  - Gmail
  - Kalender
  - Email
  - Kamera och Galleri

Prestandaförbättringar
- - Snabbare kamerauppstart och bildtagning
  - Mycket snabbare lokalisering av GPS-position (drivs av SUPL AGPS)
  - Smidigare sidrullning i webbläsaren
  - Snabbare rullning av konversationslistan i GMail

Nya funktioner
- - Skärmtangentbord
  - Fungerar i både stående och liggande orientering
  - Stöd för installation av tredjepartstangentbord
  - Användarordlistan för egna ord
  - Hemskärmen

Widgets
- - Medföljande startskärms-widgets: analog klocka, kalender, musikspelare, bildram, och sök
  - Live-mappar

Kamera och Galleri
- - videoinspelning
  - Videouppspelning (MPEG-4 & 3GP format)

Bluetooth
- - Stereo Bluetooth-stöd (A2DP och AVCRP profiler)
  - Förbättrad handsfree-upplevelse

Webbläsare
- - Uppdaterad med senaste Webkit browser & SquirrelFish Javascript-motorer
  - Kopiera och klistra in i webbläsaren
  - Sök inom en sida
  - Valbar text-kodning
  - UI-förändringar inkluderar:
    - Kör- och sökruta
    - Bokmärken / historia / mest besökta

Kontakter
- - Visar användarbilder för favoriter
  - Datum och klockslag för händelser i samtalsloggen
  - One-touch tillgång till ett kontaktkort från samtalsloggen

System
- - Nya Linux-kärnan (version 2.6.27)
  - Filsystemet på SD-kort får auto-kontroll och reparation
  - SIM Application Toolkit 1.0

Google applikationer
- Visa Google Talk vänners status i Kontakter, sms, mms, Gmail, och e-postprogram
  - Batch-åtgärder såsom arkiv, ta bort och etikett på Gmail-meddelanden
  - Ladda upp videoklipp till Youtube
  - Ladda upp foton på Picasa

Nya APIer och Elements Manifest
- UI framework

- Framework för enklare bakgrund / UI tråden interaktion
  - Ny SlidingDrawer-widget
  - Ny HorizontalScrollview-widget

AppWidget framework
- API för att skapa säkra AppWidgets startskärmen. Information om hur du använder AppWidgets, se Utvecklarhandbok
  -     - appWidgets dokumentation. Se även Introduktion widgets startskärmen och AppWidget ram för Android Developer blogg.

  - API: er för att fylla Live-mappar med anpassat innehåll.

Media framework
- - API för rå ljudinspelning och -uppspelning.
  - Interaktiv MIDI-playback-motor
  - Videoinspelnings-API för utvecklare (3GP-format).
  - Video- och fotodelning
  - Mediasökning Intent

Input Method
- - Input Method Service framework
  - Text-förutsägelse motor
  - Förmåga att tillhandahålla nedladdningsbara IME för användarna
  - Program-krav på hårdvara

- Applikationer kan nu använda ett nytt element i sina manifestfiler, <uses-configuration> för att indikera för Android-systemet vilken maskinvarufunktion de behöver för att fungera korrekt. Till exempel kan ett program använda elementet för att ange att det kräver ett fysiskt tangentbord eller en viss navigeringsenhet, till exempel en styrkula. Innan du installerar programmet kontrollerar Android-systemet de attribut som definierats för <uses-configuration>elementet och det går att installera för att fortsätta endast om den nödvändiga hårdvaran är närvarande.

Taligenkänning
- - Taligenkänning Support för att använda biblioteken för taligenkänning via Intent. Se RecognizerIntent.

Diverse API-tillägg
- - LocationManager - Program kan få uppdateringar om lägesförändringar via Intent
  - WebView - Tryck start / slut / flytta / avbryta DOM event-stöd
  - Omgjort Sensormanager-API
  - GLSurfaceView - bekvämlighetsram för att skapa ett OpenGL-program
  - Broadcast Intent för lyckade uppdateringar  - för bättre App-uppgraderingingsupplevelse.

## 1.6 Donut
Släpptes 15 september 2009.
En ny användarfunktion som kom till var att man om designade sökningen av ramverket så att den blir snabbare, effektivare och ett konsekvent sätt för användarna att söka i fler källor. Det kan vara webbläsarens bokmärken, historik, kontakter och  webb – direkt från startskärmen. 

## 2.x Eclair

### 2.0

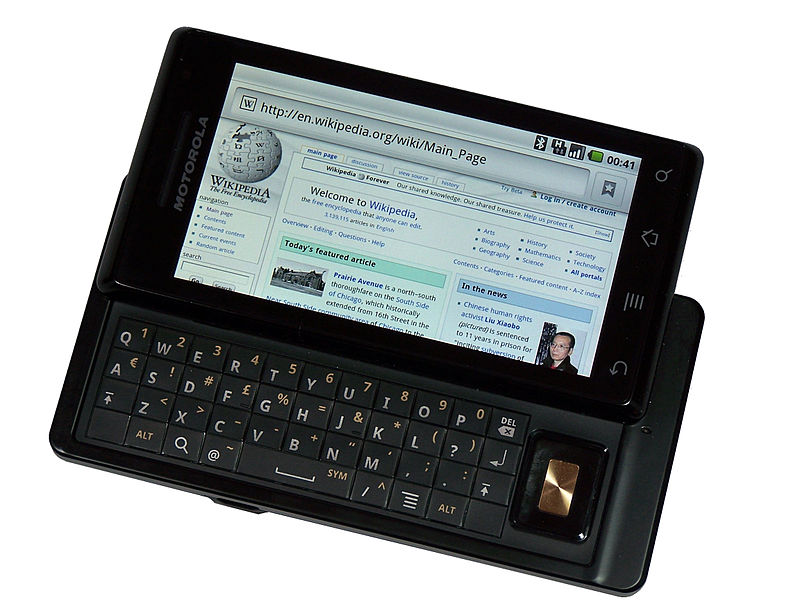
Motorola Droid introducerade Android 2.0

Släpptes 26 oktober 2009.

### 2.0.1
Släpptes 3 december 2009.

### 2.1
Släpptes 12 januari 2010.

## 2.2 Froyo
Tillkännagavs i maj 2010, släpptes senare samma månad.

## 2.3.x Gingerbread

### 2.3
Släppts 6 december 2010.

### 2.3.3
En liten uppdatering som innehåller ett flertal förbättringar av systemet.

### 2.3.4
Inkluderar stöd för ljud eller videosamtal med Google Talk.

### 2.3.5
Släpptes 25 juli 2011.

### 2.3.6
Släpptes 30 augusti 2011.

## 3.x Honeycomb
Honeycombversionerna av Android är enbart avsedda för surfplattor.

### 3.0
Släpptes 22 februari 2011.

### 3.1
Släpptes 10 maj 2011.

### 3.2
Släpptes 15 juli 2011.

## 4.0 Ice Cream Sandwich
Släpptes 19 oktober 2011

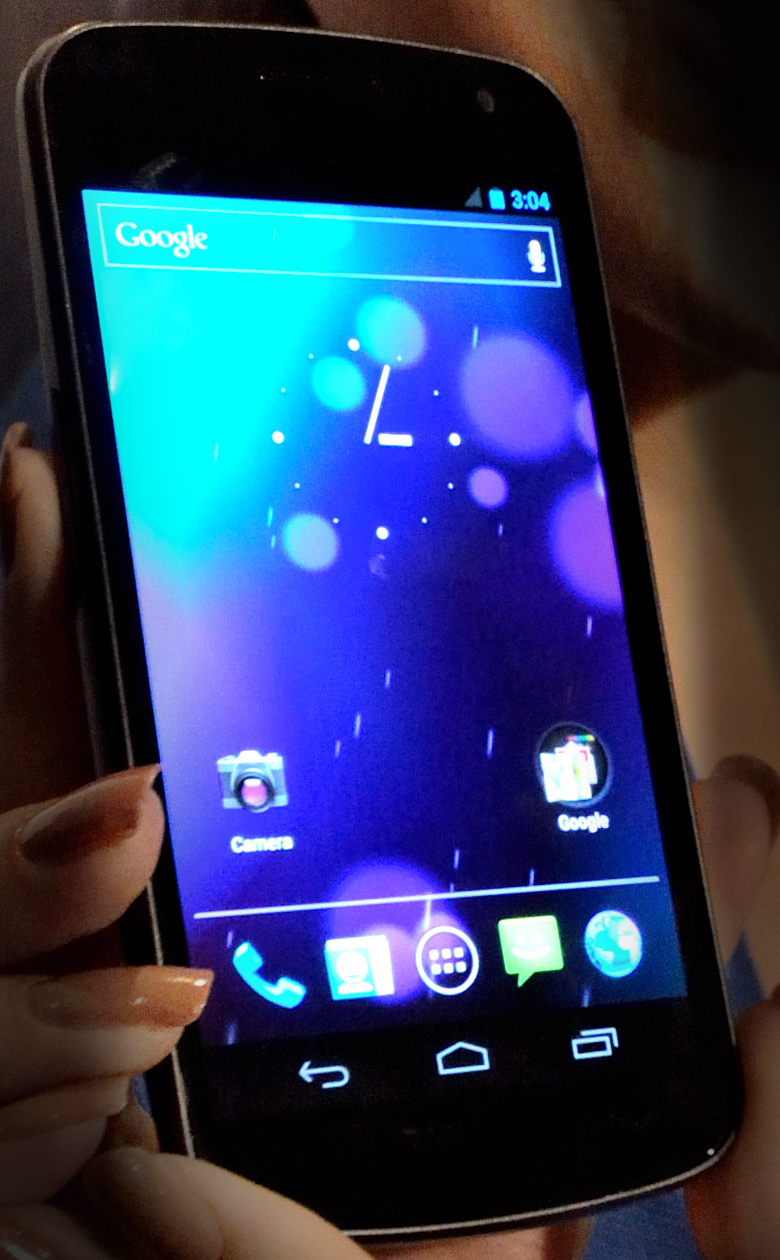
Galaxy Nexus introducerade Android 4.0 Ice Cream Sandwich

Tillkännagavs officiellt i maj 2011 under en utvecklingskonferens (Google I/O) i San Francisco.
Målet med Ice Cream Sandwich är ett operativsystem som fungerar överallt, oavsett enhet. I och med Ice Cream Sandwich behövs det inte längre separata versioner för att köra Android på surfplattor respektive smartphones.
Användargränssnittet har förändrats i Ice Cream Sandwich, där det nu ska vara lättare att navigera med gester.
Andra nyheter till Ice Cream Sandwich är att man kan låsa upp telefonen med hjälp av ansiktsidentifiering. Även Android Beam kommer att finnas, vilket är en NFC-teknik som gör det möjligt att skicka bl.a. videoklipp och bilder snabbt mellan två telefoner.

## 4.x Jelly Bean

### 4.1
Släpptes 9 juli 2012.

### 4.2
Släpptes 13 november 2012.

### 4.3
Släpptes 24 juli 2013.

## 4.4 Kit Kat

### 4.4
Släpptes 31 oktober 2013.

### 4.4.1
Släpptes 5 december 2013.

### 4.4.2
Släpptes 9 december 2013.

### 4.4.3
Släpptes 2 juni 2014.

### 4.4.4
Släpptes 19 juni 2014.

## 5.0 Lollipop
Släpptes 12 november 2014

## 6.0 Marshmallow
Släpptes 5 oktober 2015

## 7.0 Nougat
| Android Nougat 7.0 (API 24) | Android Nougat 7.0 (API 24) | Android Nougat 7.0 (API 24) | Android Nougat 7.0 (API 24) |
| Android "Nougat" (kodnamn N under utveckling) är den huvudsakliga 7.0 versionen av operativsystemet Android. Den var först släppt som en utvecklingskopia den 9 mars 2016 med fabriksbilder för aktuella Nexus-enheter, liksom med den nya "Android Beta Program" som gör det möjligt för enheter som stöds att uppgraderas direkt till Android Nougat beta via en molnuppdatering. Slutliga versionen kom den 22 augusti 2016. Den slutliga förhandsvisningsversionen släpptes den 18 juli 2016 med versions numret NPD90G. | Android "Nougat" (kodnamn N under utveckling) är den huvudsakliga 7.0 versionen av operativsystemet Android. Den var först släppt som en utvecklingskopia den 9 mars 2016 med fabriksbilder för aktuella Nexus-enheter, liksom med den nya "Android Beta Program" som gör det möjligt för enheter som stöds att uppgraderas direkt till Android Nougat beta via en molnuppdatering. Slutliga versionen kom den 22 augusti 2016. Den slutliga förhandsvisningsversionen släpptes den 18 juli 2016 med versions numret NPD90G. | Android "Nougat" (kodnamn N under utveckling) är den huvudsakliga 7.0 versionen av operativsystemet Android. Den var först släppt som en utvecklingskopia den 9 mars 2016 med fabriksbilder för aktuella Nexus-enheter, liksom med den nya "Android Beta Program" som gör det möjligt för enheter som stöds att uppgraderas direkt till Android Nougat beta via en molnuppdatering. Slutliga versionen kom den 22 augusti 2016. Den slutliga förhandsvisningsversionen släpptes den 18 juli 2016 med versions numret NPD90G. | Android "Nougat" (kodnamn N under utveckling) är den huvudsakliga 7.0 versionen av operativsystemet Android. Den var först släppt som en utvecklingskopia den 9 mars 2016 med fabriksbilder för aktuella Nexus-enheter, liksom med den nya "Android Beta Program" som gör det möjligt för enheter som stöds att uppgraderas direkt till Android Nougat beta via en molnuppdatering. Slutliga versionen kom den 22 augusti 2016. Den slutliga förhandsvisningsversionen släpptes den 18 juli 2016 med versions numret NPD90G. |
| Version | Släppdatum | Egenskaper | Bilder |
| --- | --- | --- | --- |
| 7.0 | 22 augusti, 2016 | - Unicode 9,0 nya emojis, uppdatering av ca 1500st varav 72st är helt nya - Möjlighet att visa färgkalibrering - Möjlighet att zooma på skärmen - Möjlighet att skifta mellan program genom att dubbelklicka på överblicksknappen - Lade till möjlighet att lägga till "Nödläge"-information - Lade till "Rensa allt"-knappen på överblicksskärmen - En till systempartition, som uppdateras när den inte används, vilket möjliggör sömlösa systemuppdateringar - "Daydream" virtuell verklighet plattform (VR-gränssnitt) - Förbättrad "Doze" funktionalitet, vars syfte är att förlänga batteriets livslängd - Förbättrad filhanterare - Mer snabbinställningsalternativ - Stöd för flera fönster i stående läge - Nytt mobildata sparläge, vilket tvingar program att minska mobildataanvändningen när de körs i bakgrunden - Ny JIT-kompilator, vilket leder till 75 procent snabbare appinstallationer och en minskning av kompilerad kod med 50 procent - Just in Time (JIT) kompilator med kod profilering för ART, som låter den ständigt förbättra resultatet för Android-appar som de kör [lägg till källa] - Bild-i-bild stöd för Android TV - Omgjorda notifieringskort, med omedelbar tillgång till vissa inställningar - Omgjord överblicksskärm - Ersatt notifieringskort med notifieringsblad - Omgjord inställningsapp - Vulkan 3D-rendering API för bättre grafikrendering | Android 7.0 hemskärm |

## 7.1 Nougat
| Android Nougat 7.1/.1 (API 25) | Android Nougat 7.1/.1 (API 25) | Android Nougat 7.1/.1 (API 25) | Android Nougat 7.1/.1 (API 25) |
| Den 19 oktober 2016 släppte Google Android 7.1.1 som en utvecklarförhandsgranskning till Nexus 5X, Nexus 6P och Pixel C. En andra förhandsgranskning blev tillgänglig den 22 november 2016 innan den slutliga versionen släpptes till allmänheten den 5 december, 2016. | Den 19 oktober 2016 släppte Google Android 7.1.1 som en utvecklarförhandsgranskning till Nexus 5X, Nexus 6P och Pixel C. En andra förhandsgranskning blev tillgänglig den 22 november 2016 innan den slutliga versionen släpptes till allmänheten den 5 december, 2016. | Den 19 oktober 2016 släppte Google Android 7.1.1 som en utvecklarförhandsgranskning till Nexus 5X, Nexus 6P och Pixel C. En andra förhandsgranskning blev tillgänglig den 22 november 2016 innan den slutliga versionen släpptes till allmänheten den 5 december, 2016. | Den 19 oktober 2016 släppte Google Android 7.1.1 som en utvecklarförhandsgranskning till Nexus 5X, Nexus 6P och Pixel C. En andra förhandsgranskning blev tillgänglig den 22 november 2016 innan den slutliga versionen släpptes till allmänheten den 5 december, 2016. |
| Version | Släppdatum | Egenskaper | Bilder |
| --- | --- | --- | --- |
| 7.1 | 4 oktober, 2016 | - Uppdaterade notifieringskorten - "Night Light" - minskar blått ljus på kvällen - Touch/display prestandan förbättrad - "Moves" (fingeravtrycksgestikuleringar) - "Daydream VR"-läge - Utvecklarfunktioner: - App genvägar - Support för runda app ikoner - Infoga bilder direkt från tangentbordet - Fingeravtryckssensor för att öppna/stänga notifieringar - Manuell filhanterare, ämnad för appar - Förbättrad VR-trådsschemaläggning - Förbättrad bakgrundsbild hantering - Multi-endpoint call stöd - Stöd till olika MNO krav - PCDMA röstintegritets egenskaper - Källkodsstöd förr Visual Voicemail - Olika vaianer av operatörs konfigurationer för videosamtal - Manuell lagringshanterare | Android 7.1 hemskärm |
| 7.1.1 | 5 december, 2016 | - Nya emojis - Skicka GIF direkt från tangentbordet - Ytterligare inställningsalternativ vid lång knapptryckning på appikonen | Android 7.1 hemskärm |

## 8.0 Oreo
| Android Oreo 8.0 (API 26) | Android Oreo 8.0 (API 26) | Android Oreo 8.0 (API 26) | Android Oreo 8.0 (API 26) |
| Android "Oreo" (kodnamn O under utveckling) är den åttonde versionen av operativsystemet Android. En utvecklarversion släpptes den 21 mars 2017 och den slutgiltiga versionen släpptes den 21 augusti 2017. | Android "Oreo" (kodnamn O under utveckling) är den åttonde versionen av operativsystemet Android. En utvecklarversion släpptes den 21 mars 2017 och den slutgiltiga versionen släpptes den 21 augusti 2017. | Android "Oreo" (kodnamn O under utveckling) är den åttonde versionen av operativsystemet Android. En utvecklarversion släpptes den 21 mars 2017 och den slutgiltiga versionen släpptes den 21 augusti 2017. | Android "Oreo" (kodnamn O under utveckling) är den åttonde versionen av operativsystemet Android. En utvecklarversion släpptes den 21 mars 2017 och den slutgiltiga versionen släpptes den 21 augusti 2017. |
| Version | Släppdatum | Egenskaper | Bilder |
| --- | --- | --- | --- |
| 8.0 | 21 augusti, 2017 | - Aviseringskanaler - Bild i bild funktionalitet - Unicode 10.0 emoji | |

## 9.0 Pie
| Android Pie 9.0 (API 28) | Android Pie 9.0 (API 28) | Android Pie 9.0 (API 28) | Android Pie 9.0 (API 28) |
| Android "Pie" (kodnamn P under utveckling) är den nionde versionen av operativsystemet Android. Den slutgiltiga versionen släpptes den 6 augusti 2018. | Android "Pie" (kodnamn P under utveckling) är den nionde versionen av operativsystemet Android. Den slutgiltiga versionen släpptes den 6 augusti 2018. | Android "Pie" (kodnamn P under utveckling) är den nionde versionen av operativsystemet Android. Den slutgiltiga versionen släpptes den 6 augusti 2018. | Android "Pie" (kodnamn P under utveckling) är den nionde versionen av operativsystemet Android. Den slutgiltiga versionen släpptes den 6 augusti 2018. |
| Version | Släppdatum | Egenskaper | Bilder |
| --- | --- | --- | --- |
| 9.0 | 6 augusti, 2018 | - Navigationsförändringar - Förbättra battertiden - Förbättrade aviseringar - Stöd för "Notch" ("hack")                                                | |

## 10.0
| Android 10.0 (API 29) | Android 10.0 (API 29) | Android 10.0 (API 29) | Android 10.0 (API 29) |
| Android 10 är den tionde versionen av operativsystemet Android. Den slutgiltiga versionen släpptes den 3 september 2019. | Android 10 är den tionde versionen av operativsystemet Android. Den slutgiltiga versionen släpptes den 3 september 2019. | Android 10 är den tionde versionen av operativsystemet Android. Den slutgiltiga versionen släpptes den 3 september 2019. | Android 10 är den tionde versionen av operativsystemet Android. Den slutgiltiga versionen släpptes den 3 september 2019. |
| Version | Släppdatum | Egenskaper | Bilder |
| --- | --- | --- | --- |
| 10.0 | 3 september, 2019 | - Förbättrade integritetsinställningar - Fokusläge - Förbättrade gestnavigering - Mörkt tema                             | |

## 11.0
| Android 11.0 (API 30)                                                                                                   | Android 11.0 (API 30)                                                                                                   | Android 11.0 (API 30)                                                                                                   | Android 11.0 (API 30)                                                                                                   |
| Android 11 är den elfte versionen av operativsystemet Android. Den slutgiltiga versionen släpptes den 8 september 2020. | Android 11 är den elfte versionen av operativsystemet Android. Den slutgiltiga versionen släpptes den 8 september 2020. | Android 11 är den elfte versionen av operativsystemet Android. Den slutgiltiga versionen släpptes den 8 september 2020. | Android 11 är den elfte versionen av operativsystemet Android. Den slutgiltiga versionen släpptes den 8 september 2020. |
| Version | Släppdatum | Egenskaper | Bilder |
| --- | --- | --- | --- |
| 11.0 | 8 september, 2020 | | |